# Puchar Świata w biathlonie 1977/1978
Puchar Świata w biathlonie 1977/1978 – 1. edycja zawodów o Puchar Świata w tej dyscyplinie sportu. Cykl rozpoczął się 13 stycznia 1978 biegiem indywidualnym w zachodnioniemieckiej miejscowości Ruhpolding, zaś zakończył się 5 kwietnia 1978 w fińskim Sodankylä, biegiem sztafetowym. Na początku marca w Hochfilzen odbyły się mistrzostwa świata. 
Klasyfikację generalną wygrał po raz pierwszy w karierze Frank Ullrich, zdobywając w sumie 144 punkty, drugi Klaus Siebert stracił do niego 7 punktów, a 11 trzeci Eberhard Rösch wszyscy reprezentujący NRD.

## Kalendarz zawodów
Sezon rozpoczął się od startów w zachodnioniemieckim Ruhpolding, na początku stycznia. Miesiąc później biathloniści zagościli w Antholz-Anterselva. W marcu biathloniści rywalizowali w austriackim Hochfilzen, podczas szesnastych mistrzostwa świata w biathlonie oraz w Murmańsku. Imprezą wieńczącą sezon były zawody w fińskiej miejscowości Sodankylä.

### Zaplanowane starty
- Ruhpolding (13 - 15 stycznia 1978)
- Antholz-Anterselva (22 - 25 stycznia 1978)
- Hochfilzen (2 - 5 marca 1978)
- Murmańsk (25 - 28 marca 1978)
- Sodankylä (1 kwietnia - 5 kwietnia 1978)

### Wyniki
| Lp.                                  | Data             | Miejsce            | Konkurencja       | 1. miejsce                                                                            | 2. miejsce                                                                                    | 3. miejsce                                                                 |
| ------------------------------------ | ---------------- | ------------------ | ----------------- | ------------------------------------------------------------------------------------- | --------------------------------------------------------------------------------------------- | -------------------------------------------------------------------------- |
| 1.                                   | 13 stycznia 1978 | Ruhpolding         | Bieg indywidualny | Klaus Siebert                                                                         | Eberhard Rösch                                                                                | Andreas Schweiger                                                          |
| 2.                                   | 14 stycznia 1978 | Ruhpolding         | Sprint            | Sigleif Johansen                                                                      | Eberhard Rösch                                                                                | Frank Ullrich                                                              |
| 3.                                   | 15 stycznia 1978 | Ruhpolding         | Sztafeta          | NRD Manfred Beer · Klaus Siebert · Frank Ullrich · Eberhard Rösch                     | Norwegia Odd Lirhus · Terje Krokstad · Svein Engen · Sigleif Johansen                         | Finlandia Erkki Antila · Juhani Suutarinen · Raimo Seppänen · Heikki Ikola |
| 4.                                   | 22 lutego 1978   | Antholz-Anterselva | Bieg indywidualny | Frank Ullrich                                                                         | Aleksandr Uszakow                                                                             | Nikołaj Krugłow                                                            |
| 5.                                   | 24 lutego 1978   | Antholz-Anterselva | sprint            | Klaus Siebert                                                                         | Eberhard Rösch                                                                                | Władimir Barnaszow                                                         |
| 6.                                   | 25 lutego 1978   | Antholz-Anterselva | Sztafeta          | NRD I                                                                                 | ZSRR Aleksandr Uszakow · Aleksandr Tichonow · Władimir Barnaszow · Nikołaj Krugłow            | NRD II                                                                     |
| Mistrzostwa Świata w Biathlonie 1978 |                  |                    |                   |                                                                                       |                                                                                               |                                                                            |
| 7.                                   | 2 marca 1978     | Hochfilzen         | Bieg indywidualny | Odd Lirhus                                                                            | Frank Ullrich                                                                                 | Eberhard Rösch                                                             |
| 8.                                   | 4 marca 1978     | Hochfilzen         | Sprint            | Frank Ullrich                                                                         | Eberhard Rösch                                                                                | Klaus Siebert                                                              |
| 9.                                   | 5 marca 1978     | Hochfilzen         | Sztafeta          | NRD Manfred Beer · Klaus Siebert · Frank Ullrich · Eberhard Rösch                     | Norwegia Tor Svendsberget · Roar Nilsen · Odd Lirhus · Sigleif Johansen                       | RFN Heinrich Mehringer · Hansi Estner · Andreas Schweiger · Gerd Winkler   |
| 10.                                  | 25 marca 1978    | Murmańsk           | Bieg indywidualny | Nikołaj Krugłow                                                                       | Anatolij Alabjew                                                                              | Władimir Artiemiew                                                         |
| 11.                                  | 27 marca 1978    | Murmańsk           | Sprint            | Frank Ullrich                                                                         | Nikołaj Krugłow                                                                               | Sigleif Johansen                                                           |
| 12.                                  | 28 marca 1978    | Murmańsk           | Sztafeta          | ZSRR II Władimir Barnaszow · Aleksandr Uszakow · Nikołaj Krugłow · Anatolij Alabjew   | ZSRR I Wiaczesław Tołkaczow · Aleksandr Jelizarow · Aleksandr Tichonow · Władimir Wiedienskij | NRD Manfred Beer · Klaus Siebert · Frank Ullrich · Eberhard Rösch          |
| 13.                                  | 1 kwietnia 1978  | Sodankylä          | Bieg indywidualny | Klaus Siebert                                                                         | Władimir Oczniew                                                                              | Svein Engen                                                                |
| 14.                                  | 2 kwietnia 1978  | Sodankylä          | Sprint            | Władimir Barnaszow                                                                    | Heikki Ikola                                                                                  | Aleksandr Tichonow                                                         |
| 15.                                  | 5 kwietnia 1978  | Sodankylä          | Sztafeta          | ZSRR Aleksandr Jelizarow · Aleksandr Tichonow · Władimir Barnaszow · Władimir Oczniew | NRD                                                                                           | Finlandia                                                                  |

### Klasyfikacja
| Miejsce | Zawodnik            | Punkty |
| ------- | ------------------- | ------ |
| 1.      | Frank Ullrich       | 144    |
| 2.      | Klaus Siebert       | 137    |
| 3.      | Eberhard Rösch      | 133    |
| 4.      | Władimir Barnaszow  | 125    |
| 5.      | Nikołaj Krugłow     | 119    |
| 6.      | Aleksandr Uszakow   | 113    |
| 7.      | Aleksandr Tichonow  | 108    |
| 8.      | Sigleif Johansen    | 104    |
| 9.      | Władimir Oczniew    | 100    |
| 10.     | Aleksandr Jelizarow | 96     |

| Miejsce | Zawodnik           | Punkty |
| ------- | ------------------ | ------ |
| 11.     | Svein Engen        | 94     |
| 12.     | Luigi Weiss        | 86     |
| 13.     | Gerd Winkler       | 77     |
| 14.     | Terje Krokstad     | 73     |
| 15.     | Per Andersson      | 70     |
| 16.     | Heikki Ikola       | 67     |
| 17.     | Erkki Antila       | 63     |
| 17.     | Odd Lirhus         | 63     |
| 19.     | Heinrich Mehringer | 62     |
| 19.     | Manfred Beer       | 62     |